# Cnemidaria arachnoidea
Cnemidaria arachnoidea là một loài thực vật có mạch trong họ Cyatheaceae. Loài này được (Underw. ex Maxon) R.M. Tryon mô tả khoa học đầu tiên năm 1970.